# Масляна суміш

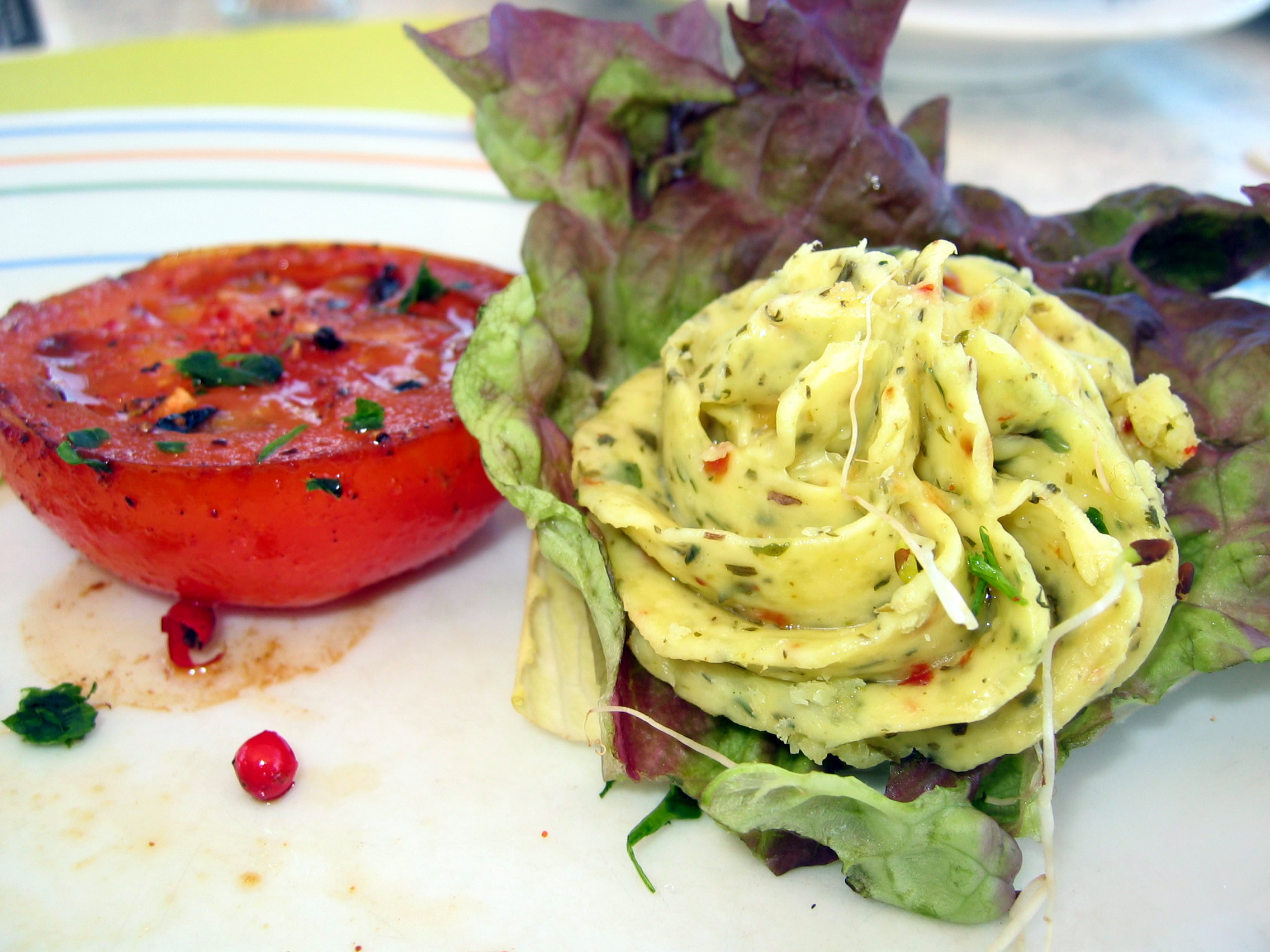
Зелене масло, сервіроване до смажених на грилі томатів

Масляна суміш (фр. beurre composé) — кулінарний продукт французького походження з вершкового масла у суміші з подрібненими додатковими продуктами, призначений для поліпшення смаку гарячої страви, як соус.
Масляні суміші готують з різними інгредієнтами, вони носять відповідні назви: зелене масло (з петрушкою і лимонним соком, «а-ля метрдотель», масло кольбер), оселедцеве, кількове, сардинове, лососеве, шпротне, ракове, з копченою рибою, сирне, яєчне, шинкове, грибне, горіхове, мигдалеве, часникове, з гірчицею. В Україні масляні суміші набули поширення як закуски, бутербродні пасти, наприклад, рибне або шоколадне масло, в рецептах їх вказують іноді як «закусочне масло».
Масляні суміші готують з розм'якшеного або збитого масла, продукти, що додаються натирають на тертці, дрібно рубають, протирають через сито або пюрирують за допомогою блендеру. Перед з'єднанням масляної суміші шляхом збивання в залежності від рецепту можуть додаватися сметана або густий білий соус. Масляні суміші використовуються безпосередньо після приготування, але можуть перед подачею зберігатися в морозильній камері протягом півтори-двох годин для зручності наступної нарізки. Масляними сумішами в тонких кружечках, прямокутниках або квадратиках, а також у формі кульок, горіхів і квіткових бутонів прикрашають холодні закуски і подають як приправи до гарячих страв. Готова масляна суміш може зберігатися в морозильній камері протягом декількох тижнів і застосовуватися для приготування складних соусів.